# Edma Morisot
Marie Edma Caroline Morisot, nascuda el 13 de desembre de 1839 a Valenciennes i morta el 2 de maig de 1921 a París, és una pintora francesa, pionera del moviment impressionista. La seva obra, eclipsada per la dels seus companys masculins, ha estat redescoberta a partir dels anys 2000. Era la germana gran de Berthe Morisot.

## Biografia

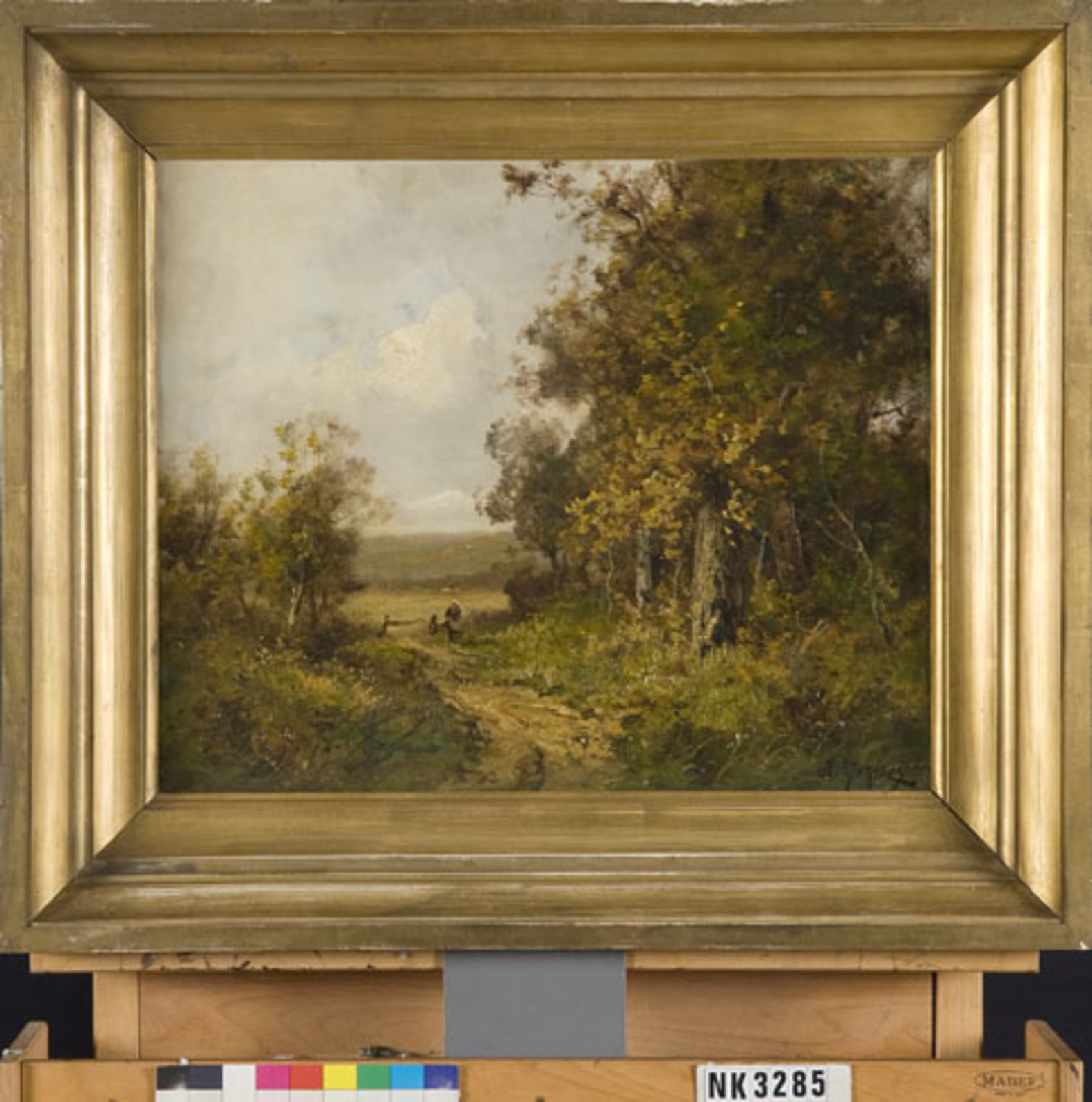
Edma Morisot, Carretera de sorra a la vora d'un bosc (1850), Col·lecció d'art de l'Agència de Patrimoni Cultural dels Països Baixos.

Edma Morisot, com les seves dues germanes Yves i Berthe, va rebre una educació burgesa, que incloïa lliçons de piano i dibuix. La seva mare va animar els seus primers passos en el dibuix fent-li rebre classes del pintor clàssic Geoffroy-Alphonse Chocarne.
Edma i Berthe volien una millor formació i van continuar el seu aprenentatge amb Joseph Guichard, alumne d'Ingres. Guichard tingué el mèrit de detectar dons excepcionals en Edma i Berthe Morisot. Les animà a copiar obres mestres al museu del Louvre, on anaren totes dues germanes amb la seva mare. Allà van conèixer Fantin-Latour, que les va presentar a molts altres artistes, com ara Edouard Manet. Edma i Berthe Morisot van expressar a Guichard el seu desig de treballar a l'aire lliure, a plein air, i ell les va adreçar al seu amic Jean-Baptiste Camille Corot. El 1861 van treballar a Ville d'Avray amb Corot i van crear paisatges a l'aire lliure a l'estil del mestre. Corot considerà molt dotades les seves dues alumnes però mostrava una certa preferència pel treball de l'Edma. Les va presentar el 1863 al seu alumne, el paisatgista Achille Oudinot, a qui considerava més apte que ell per completar la seva formació. Aquests anys d'aprenentatge van ser per a Edma i Berthe Morisot un període de gran complicitat i creativitat.

Edma Morisot va pintar molts paisatges, però el 1863 també es va dedicar als retrats. Va pintar un retrat notable de la seva germana Berthe, a qui representa concentrada davant del seu cavallet (col·lecció privada). Totes dues germanes Morisot van ser admeses al Saló de 1864. Aquest va ser un primer reconeixement per a aquestes dues artistes encara que els seus quadres van ser poc destacats per la crítica. Totes dues van participar als Salons de 1865, 1866, 1867 i 1868 1865, 1866, 1867 i 1868.

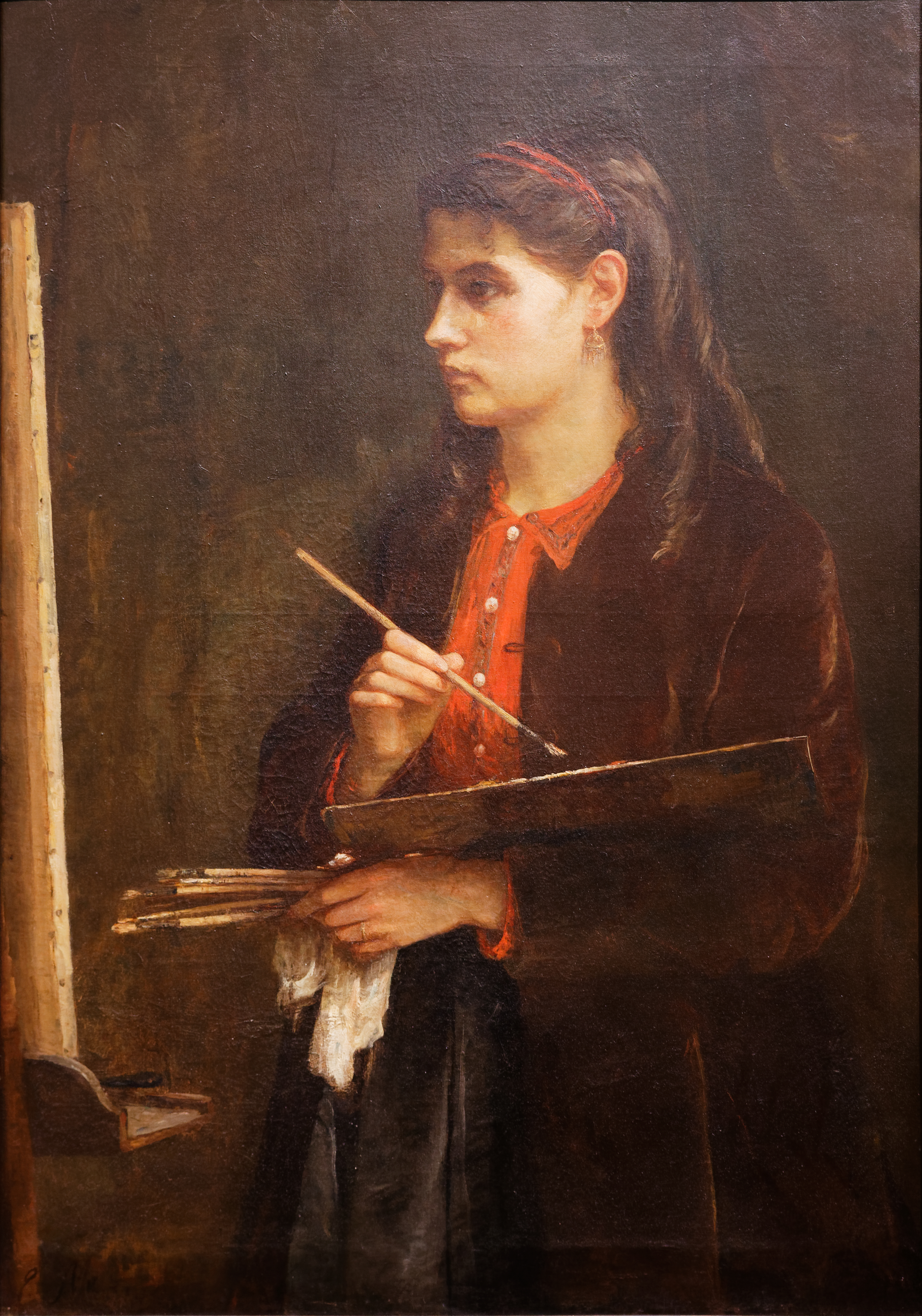
Berthe Morisot
(vers 1865)

Edma Morisot es va casar el 1869 amb un oficial naval, Adolphe Pontillon (1832-1894), que esdevindria capità de mar i comandant de la Legió d'Honor. Morisot deixà París per anar a Lorient, a la costa atlàntica, i després sacrificà la seva carrera artística per la seva vida familiar. Mantingué correspondència amb Berthe, i sempre estigué informada de la feina i la carrera de la seva germana. També parlaven dels amics comuns, pintors i escriptors. Aquests escrits són rics en ensenyament sobre la vida i la creació de Berthe Morisot. En aquesta correspondència amb Berthe, Edma expressa de vegades la nostàlgia de la seva associació artística i de tot el que van compartir durant deu anys.
Va morir el 2 de maig de 1921 a París i va ser enterrada al cementiri del Père-Lachaise (31ª divisió).

## Obres

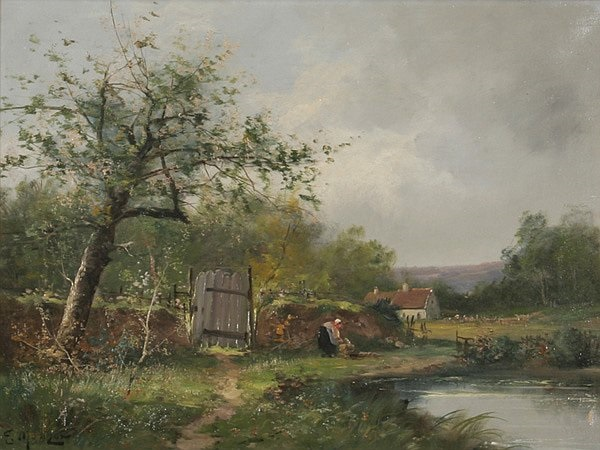
Paisatge primaveral amb camperola en un estany

Les obres d'Edma Morisot es conserven principalment en col·leccions privades, en particular el retrat que va fer de la seva germana Berthe Morisot el 1865.
Durant el seu període de creació, Edma Morisot va pintar paisatges i retrats. Els paisatges estan marcats per la influència de Corot però són «ja impactats amb la marca impressionista».
- Retrat de Berthe Morisot, vers 1865, oli sobre tela, 100 × 71, Col·lecció particular[10]
- Paisatge primaveral amb camperola en un estany, oli sobre tela, Col·lecció particular[10]

## Edma Morisot, model de Berthe Morisot
Edma Morisot està molt present en els quadres de Berthe Morisot, sobretot a l'inici de la seva carrera. Berthe Morisot va continuar pintant-la els primers anys després del seu matrimoni: ja no ho és «Edma» al títol de les taules, sinó «Mme. Pontillon».
- La lectura, 1873, Museu d'Art de Cleveland.
- Retrat de Mme. Pontillon, 1869, Washington, National Gallery of Art.
- Retrat de Mme. Pontillon nascuda Edma Morisot, germana de l'artista,[11] 1871, París, Museu d'Orsay.
- El bressol, 1872, Museu d'Orsay: el quadre representa Edma Morisot prop del bressol de la seva filla Blanche.
- Caça de papallones, 1874, Museu d'Orsay: els personatges són Edma Morisot i les seves filles Jeanne i Blanche.

Edma Morisot posant per a Berthe Morisot
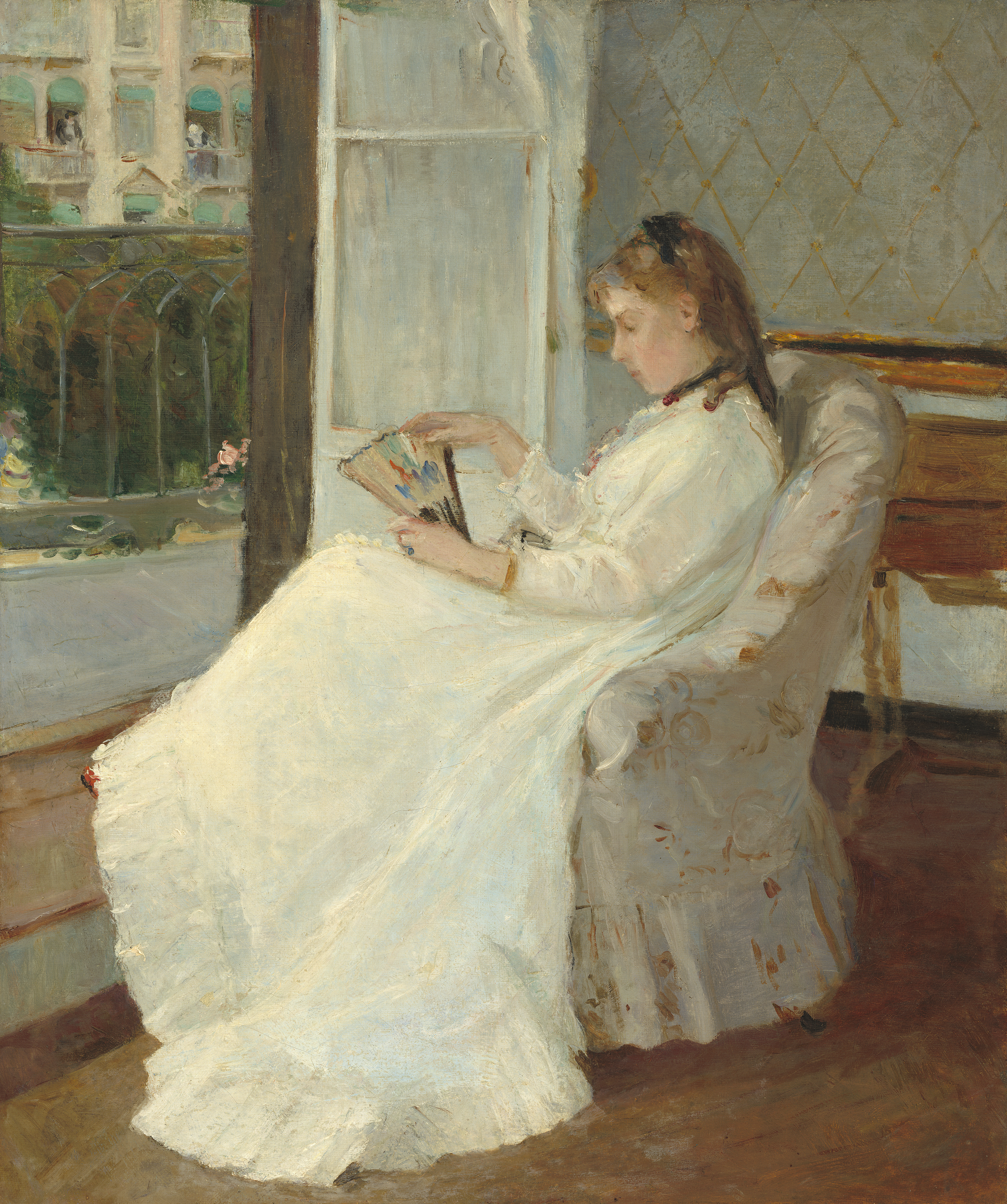
Retrat de Mme.Pontillon (1869), Washington, National Gallery of Art.
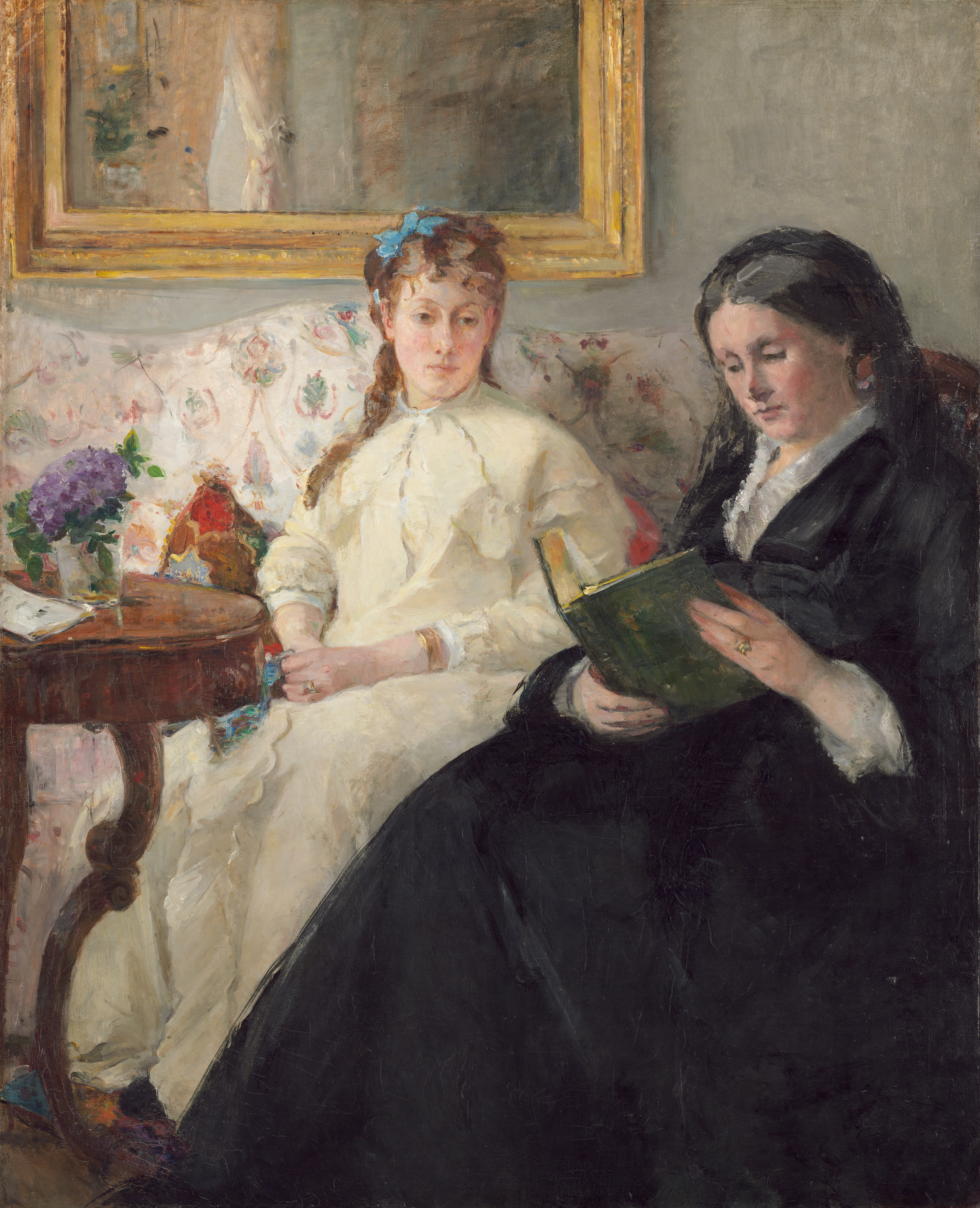
La mare i la germana de l'artista (entre 1869 i 1870), Washington, National Gallery of Art.
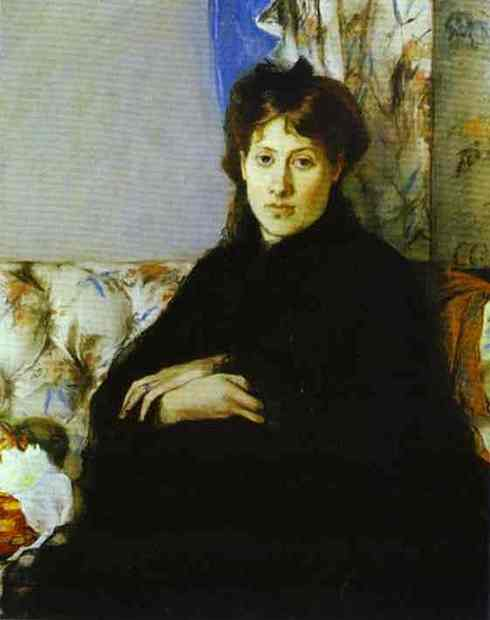
Retrat de Mme. Edma Pontillon (1871), París, Museu d'Orsay.
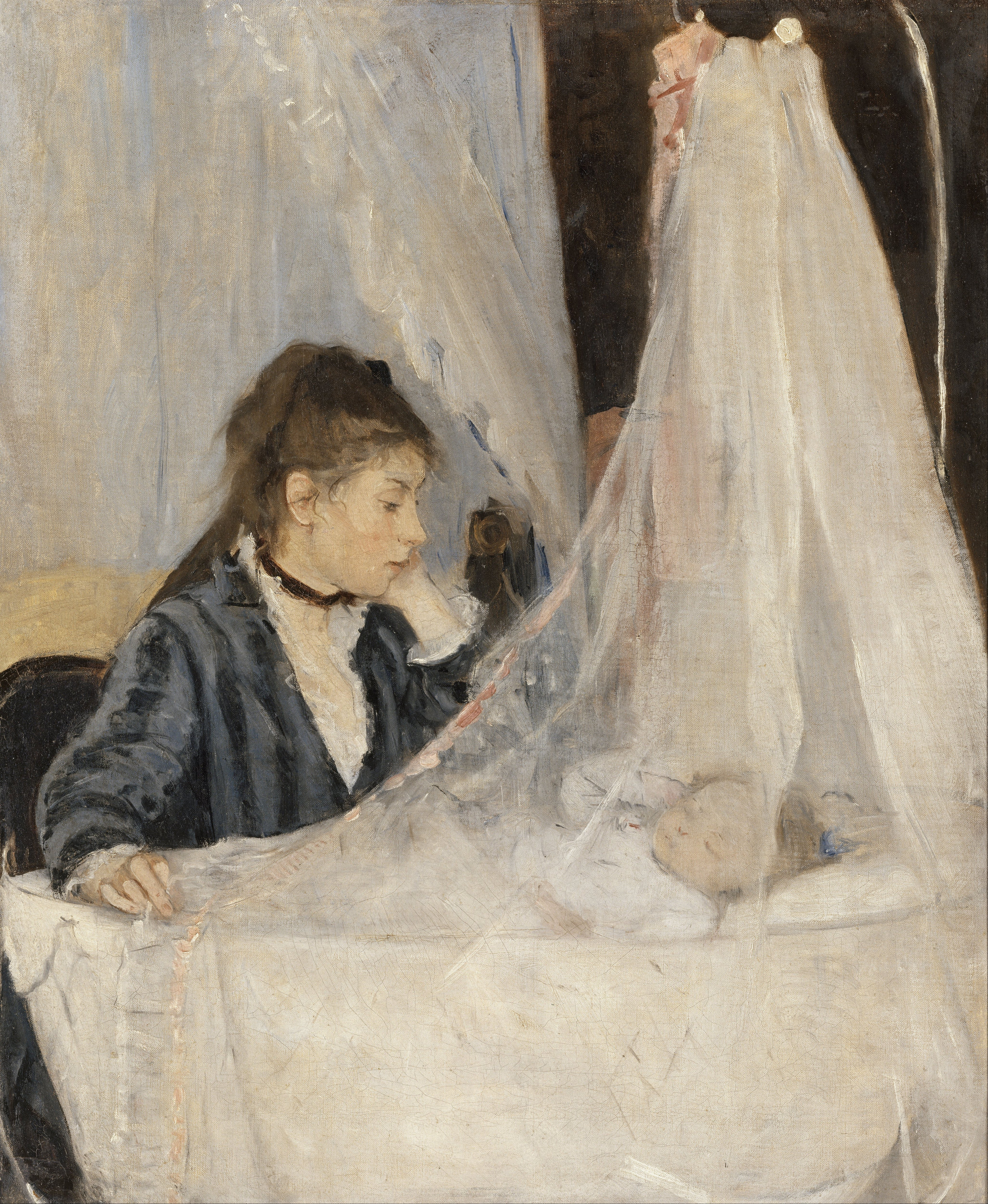
El bressol (1872), París, Museu d'Orsay.
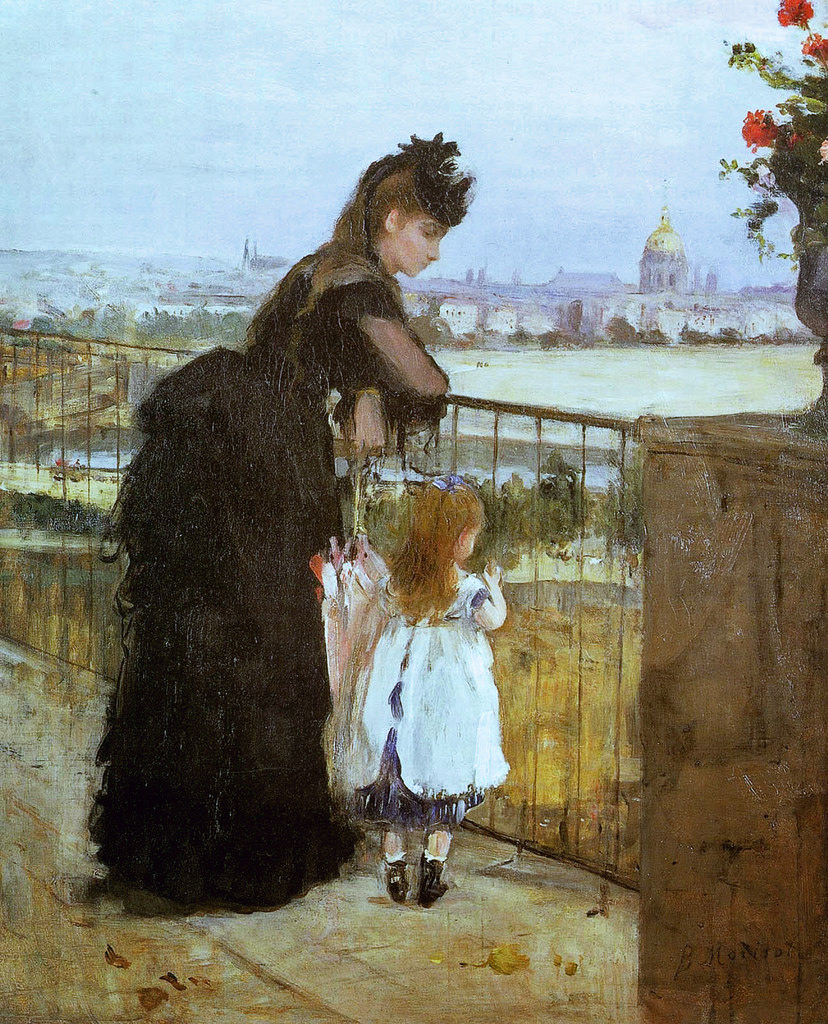
Dona i nena al balcó (1872), Nova York, Fundació Ittleson.
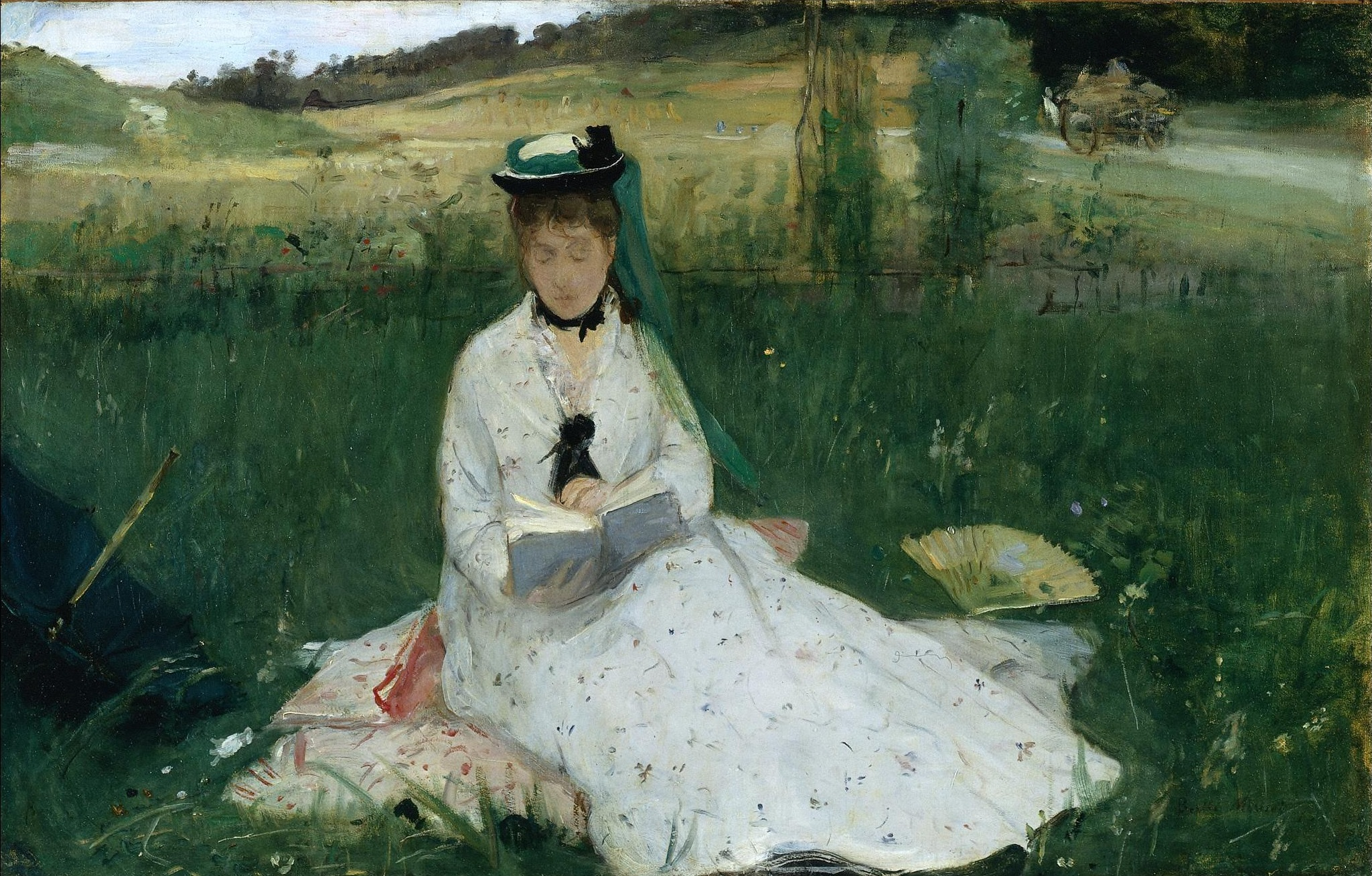
La lectura (1873)